# Micropera draco
Micropera draco är en orkidéart som först beskrevs av Takasi Tuyama, och fick sitt nu gällande namn av Phillip James Cribb och Paul Ormerod. Micropera draco ingår i släktet Micropera och familjen orkidéer. Inga underarter finns listade i Catalogue of Life.